# Ardenay-sur-Mérize
 Ardenay-sur-Mérize  es una población y comuna francesa, situada en la región de Países del Loira, departamento de Sarthe, en el distrito de Mamers y cantón de Montfort-le-Gesnois.

## Demografía
| 260 | 237 | 241 | 331 | 369 | 427 | 487 |
| Para los censos de 1962 a 1999 la población legal corresponde a la población sin duplicidades (Fuente: INSEE [Consultar]) |     |     |     |     |     |     |